# アウグスト・フォン・ロートムント

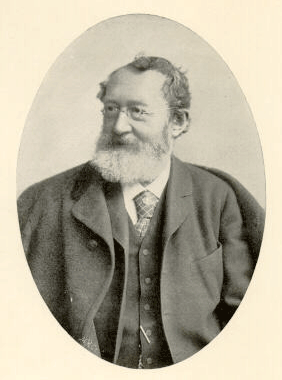
アウグスト・フォン・ロートムント

アウグスト・フォン・ロートムント（August von Rothmund, 1830年8月1日 - 1906年10月27日）は、ドイツの医師・医学者。眼科学を専攻。

## 人物
1830年、バイエルン州フォルカッハに生まれる。父は外科医のフランツ・クリストフ・フォン・ロートムント（Franz Christoph von Rothmund, 1801年 - 1891年）。
1853年、ミュンヘン大学で医学博士号を取得。チェコやオーストリアに留学し、帰国後の1854年から1900年までミュンヘン大学病院に務めた。
1863年、眼皮膚白皮症I型他の常染色体劣性遺伝病に関する研究を発表。この研究は後年、イギリスのマシュー・シドニー・トムソン（Matthew Sydney Thomson, 1894年 - 1969年）により確立されロスムンド・トムソン症候群と名付けられた。

## 日本との関わり
日本における眼科学の権威・井上豊太郎（1861年 - 1951年）は、ドイツ帝国に留学中、ロートムントに師事している。井上が大日本帝国に帰国した後、ロートムントの処方箋に基づき目薬を処方。信天堂山田安民薬房より恩師・ロートムントの名を取り「ロート目薬」の名称で1909年に発売した。1931年に発明された両口式点眼瓶により、ロート目薬の知名度は飛躍的に向上、信天堂山田安民薬房は1949年に株式会社化して、ロート製薬となっている。
なお、ロートムントの名前の綴りは「Rothmund」であるが、ロート製薬の「ロート」は日本語をローマ字（外務省ヘボン式）表記した「ROHTO」である。